# Firebird (databaseserver)
 For alternative betydninger, se Firebird. (Se også artikler, som begynder med Firebird)
Firebird er en lille, let anvendelig DBMS
der ikke fylder ret meget i forhold til dens storebror som er Interbase version 6.0.
Interbase lagde deres ældre version ud som open source; skønt den efter et lille år er ændret væsentligt, er brugervenligheden der stadig.